# Escola d'Altamira

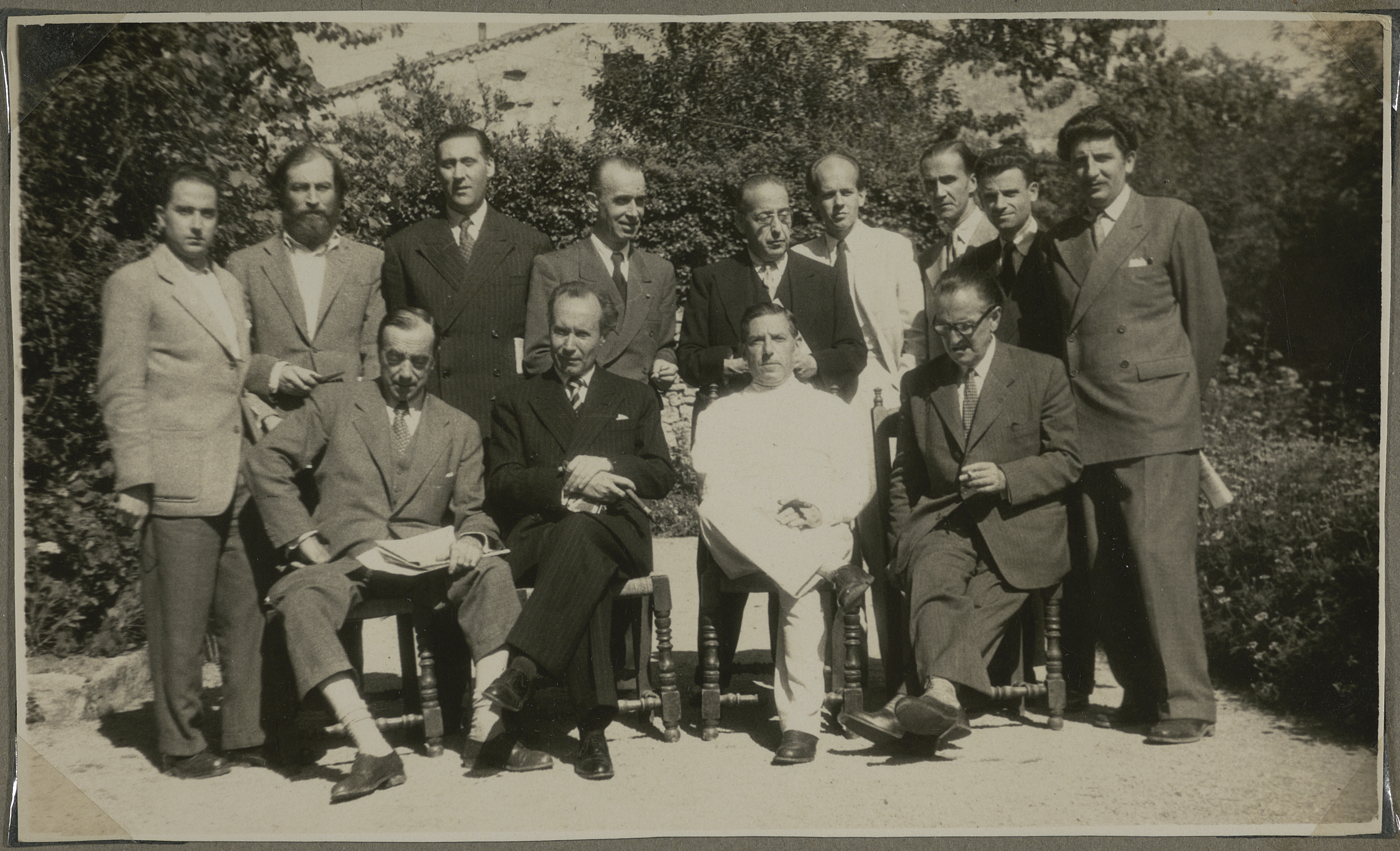
Retrat de grup de l'Escola d'Altamira. Setembre del 1949. Arxiu i Biblioteca Rafael i María Teresa Bermejo.

LEscola d'Altamira (Escuela de Altamira en castellà) va ser un projecte per impulsar l'avantguarda artística espanyola després de la Guerra Civil Espanyola. Fou un projecte ideat pel pintor Mathias Goeritz. L'objectiu era coordinar els esforços dels artistes espanyols partidaris de l'art d'avantguarda, especialment de l'art abstracte.
L'Escola d'Altamira va ser fundada l'any 1949 a Santillana del Mar (Cantàbria). El nom de l'escola es va prendre per la seva proximitat amb la Cova d'Altamira.
El nucli inicial de la iniciativa estava format per Mathias Goeritz, Alejandro Ragel, Alejandro Ferrant, Pablo Beltrán de Heredia, Ida Pampolini i Ricardo Gullón, que exercí el rol de portaveu del grup. Més endavant s'hi van afegir Lafuente Ferrari, Sebastià Gasch, Rafael Santos Torroella, Luis Felipe Vivanco, Modest Cuixart, Pancho Cossío, Llorens i Artigas, Joan Miró, Willie Baumeister, Alberto Sartoris, Tony Stubing i Barbara Hepworth.
L'any 2014, l'Ajuntament de Girona, en paral·lel a l'adquisició del fons artístic SantosTorroella, va rebre en donació l'Arxiu i Biblioteca Rafael i María Teresa Santos Torroella per part dels hereus de María Teresa Bermejo. Els treballs de tractament són a càrrec de l'Arxiu Municipal de Girona.

## Història
El projecte va ser idea de Goeritz, que per dur-lo a terme va buscar i va trobar la col·laboració de nombrosos artistes: el grup ADLAN, el ceramista Llorens Artigas, el pintor Cuixart, l'arquitecte Alberto Sartoris, la pintora Carla Prina, el pintor Willi Baumeister, el crític d'art Sebastià Gasch, i el pintor Francisco Cossío, entre d'altres.
Van aconseguir el patrocini del governador civil de Santander, que va finançar els seus projectes. Van editar la revista Bisonte i altres publicacions i van organitzar exposicions, conferències, reunions, entre les quals destaquen les Semanas Internacionales de Arte Contemporáneo, que més tard van ser traslladades a Madrid.

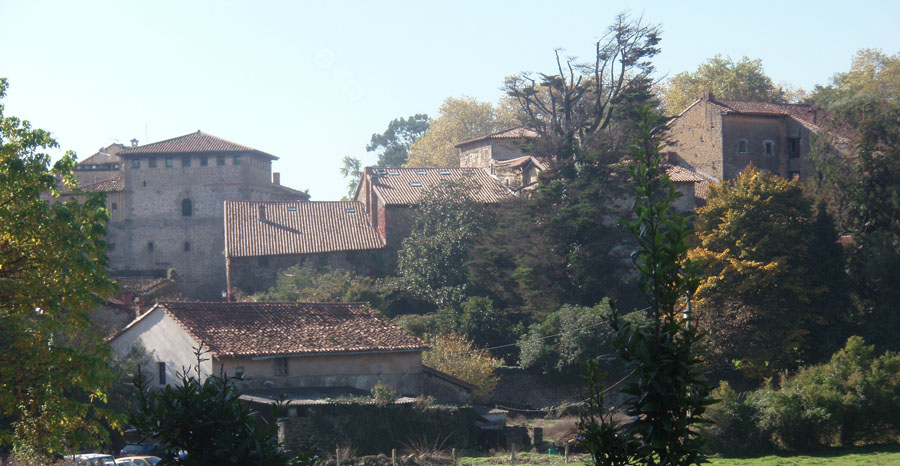
Santillana del Mar, on va néixer el projecte

Eugeni d'Ors es va interessar per l'Escola d'Altamira i en reconeixement del projecte va nomenar a Goeritz membre de l'Acadèmia. No obstant això aquest últim es va criticar la mala premsa de l'art contemporani en el seu discurs d'investidura a Madrid, cosa que va provocar que en dos dies se l'expulsés de l'Acadèmia i que se li negués el seu visat a Espanya.
La primera edició de les Semanas Internacionales de Arte Contemporáneo es van desenvolupar, sense Goeritz, entre el 19 i el 26 de setembre de 1949, on a través d'una sèrie de col·loquis es va denunciar la influència de qualsevol nacionalisme en l'art i la imposició de qualsevol estètica. Els ponents van ser Ricardo Gullón, Enrique Lafuente, Sebastià Gasch, Eduardo Westerdahl, Rafael Santos, Luis Felipe Vivanco, Alberto Sartoris, Llorens Artigas, Àngel Ferrant, Francisco Cossío, Tony Stubbing i Ted Dyrssen. Va ser aquí on es va decidir l'edició de la revista Bisonte, encara que només va comptar amb un número.
La segona edició de les Semanas Internacionales de Arte Contemporáneo es va celebrar entre el 21 i el 28 de setembre de 1950 amb les intervencions de Rafael Santos Torroella, Luis Felipe Vivanco, Joan Teixidor, Ricardo Gullón, Guillermo de Torre, Alberto Sartoris, Willi Baumeister, Cicero Díaz i Ventura Doreste. Les conclusions va ser que el surrealisme ha plantejat la llibertat en l'art, i que aquesta no pot tenir límit; també que l'«art social» no existeix, i els seus valors es corrompen quan serveixen com a propaganda.
La marxa a Mèxic de Goeritz el 1949, la falta de nou finançament i certes dificultats d'índole política va acabar prematurament amb l'activitat de l'escola.